# Hoa Lư
Hoa Lư là phường đặt trung tâm tỉnh lỵ của tỉnh Ninh Bình, Việt Nam.

## Địa lý
Phường Hoa Lư là trung tâm tỉnh lỵ của tỉnh Ninh Bình, nằm trên trục giao thông Bắc  – Nam, cách Thủ đô Hà Nội 90 km về phía Nam, có vị trí địa lý:
- Phía đông giáp phường Đông Hoa Lư
- Phía tây giáp phường Tây Hoa Lư
- Phía nam giáp phường Nam Hoa Lư
- Phía bắc giáp xã Ý Yên.

Phường Hoa Lư có diện tích 53,72 km², 	dân số năm 2025 là 148.406 người, mật độ dân số là 2.763 người/km². Phường Hoa Lư nằm trên Quốc lộ 1, 10, 38B và cũng là nơi có sông Đáy, sông Vân, sông Tràng An, sông Chanh, sông Sào Khê chảy qua.

## Lịch sử
Danh xưng Hoa Lư có từ thế kỷ X, khi Vua Đinh Tiên Hoàng dẹp xong Loạn 12 sứ quân, lập ra nước Đại Cồ Việt, đóng đô ở Hoa Lư quê hương, vị trí kinh đô xưa nay thuộc phường Tây Hoa Lư cách trung tâm phường Hoa Lư 10 km. 
Phường Hoa Lư xưa có trấn lỵ Vân Sàng lần lượt là thủ phủ của trấn Sơn Nam, trấn Thanh Hoa Ngoại và tỉnh Ninh Bình cũ giai đoạn 1832–2025. Sau khi tỉnh Ninh Bình được mở rộng tăng diện tích lên 3 lần và dân số lên 4 lần thì phường Hoa Lư tiếp tục là thủ phủ của tỉnh mới sau sáp nhập cho tới nay.
Vùng đất, xã Ninh Tiến có từ thế kỷ thứ X – thế kỷ thứ XI.
Năm 1956, xã Ninh Tiến được thành lập trên cơ sở 5 thôn: Phúc Sơn, Hoàng Sơn, Phủ Võng, Cổ Loan, Phúc Trì thuộc huyện Hoa Lư.
Năm 1675, thành lập xã Giá Hộ thuộc tổng Kỳ Vỹ, huyện Gia Viễn, phủ Trường Yên, đạo Thanh Bình.
Năm 1883, xã Giá Hộ đổi tên thành xã Thư Điền thuộc tổng Kỳ Vỹ, huyện Gia Viễn, phủ Trường Yên, đạo Thanh Bình.
Năm Minh Mệnh thứ 3 (1822), xã Thư Điền thuộc tổng Kỳ Vỹ, huyện Gia Viễn, đạo Ninh Bình mới đổi tên.
Năm Minh Mệnh thứ 10 (1829), xã Thư Điền thuộc tổng Kỳ Vỹ, huyện Gia Viễn, trấn Ninh Bình mới đổi tên.
Năm Minh Mệnh thứ 12 (1831), xã Thư Điền thuộc tổng Kỳ Vỹ, huyện Gia Viễn, tỉnh Ninh Bình mới đổi tên.
Năm 1906, xã Thư Điền thuộc tổng Kỳ Vỹ, huyện Gia Khánh mới thành lập.
Năm 1936, xã Thư Điền có tổng diện tích khoảng hơn 700 mẫu Bắc Bộ; có 252 hộ với 623 nhân khẩu; chia làm 4 thôn: Ích Duệ, Đống Cao, Yên Bình, Nguyễn Xá và 3 xóm: Thượng, Đìa, Rộc.
Sau ngày Cách mạng tháng Tám năm 1945, xã Thư Điền thuộc huyện Gia Khánh.
Tháng 7 năm 1949, sáp nhập xã Thư Điền và xã Đại Thành (tức phường Ninh Mỹ) thành xã Ninh Nhất.
Tháng 6 năm 1956, xã Ninh Nhất chia tách thành hai xã mới là: Ninh Nhất và Ninh Mỹ thuộc huyện Gia Khánh, tỉnh Ninh Bình.
Ngày 27 tháng 12 năm 1975, Quốc hội ban hành Nghị quyết về việc thành lập tỉnh Hà Nam Ninh trên cơ sở toàn tỉnh Nam Hà và tỉnh Ninh Bình.
Ngày 23 tháng 2 năm 1977, Bộ trưởng Phủ thủ tướng ban hành Quyết định số 617-VP18 về việc sáp nhập thôn Nguyên Ngoại của xã Ninh Hòa thuộc huyện Gia Khánh vào xã Ninh Nhất.
Ngày 27 tháng 4 năm 1977, Hội đồng Chính phủ ban hành Quyết định số 125-CP về việc:
- Thành lập huyện Hoa Lư trên cơ sở thị xã Ninh Bình và huyện Gia Khánh.
- Thị xã Ninh Bình được chuyển thành thị trấn huyện lỵ Ninh Bình – thị trấn huyện lỵ của huyện Hoa Lư.

Ngày 9 tháng 4 năm 1981, Hội đồng Chính phủ ban hành Quyết định số 151-CP về việc:
- Thành lập thành lập thị xã Ninh Bình thuộc tỉnh Hà Nam Ninh trên cơ sở tách thị trấn Ninh Bình của huyện Hoa Lư.
- Thành lập 4 phường: Đinh Tiên Hoàng, Lương Văn Tuỵ, Quang Trung, Vân Giang thuộc thị xã Ninh Bình trên cơ sở toàn bộ diện tích và nhân khẩu của thị trấn Ninh Bình cũ thuộc huyện Hoa Lư.
- Thành lập phường Quang Trung thuộc thị xã Ninh Bình trên cơ sở tách phố 1A, phố 1B, phố 7 của thị trấn Ninh Bình cũ thuộc huyện Hoa Lư.[10]

Thị xã Ninh Bình có 4 phường: Đinh Tiên Hoàng, Lương Văn Tuỵ, Quang Trung, Vân Giang.
Ngày 17 tháng 12 năm 1982, Hội đồng Bộ trưởng ban hành Quyết định số 200-HĐBT về việc tách xã Ninh Thành của huyện Hoa Lư (trừ 20 hécta đất của thôn Phúc Ám) để sáp nhập vào thị xã Ninh Bình quản lý.
Ngày 26 tháng 12 năm 1991, Quốc hội ban hành Nghị quyết về việc chia tỉnh Hà Nam Ninh thành tỉnh Nam Hà và tỉnh Ninh Bình.
Ngày 2 tháng 11 năm 1996, Chính phủ ban hành Nghị định số 69-CP về việc:
- Sáp nhập 234,09 ha diện tích tự nhiên và 6.460 nhân khẩu của huyện Hoa Lư bao gồm: 29,97 ha diện tích tự nhiên và 855 nhân khẩu của xã Ninh Khánh; 44,87 ha diện tích tự nhiên và 1.207 nhân khẩu của xã Ninh Tiến; 29,60 ha diện tích tự nhiên và 498 nhân khẩu của xã Ninh Phong; 102,35 ha diện tích tự nhiên và 2.290 nhân khẩu của xã Ninh Sơn; 27,30 ha diện tích tự nhiên và 1.610 nhân khẩu của xã Ninh Phúc vào thị xã Ninh Bình.
- Thành lập phường Bích Đào thuộc thị xã Ninh Bình trên cơ sở: 55,37 ha diện tích tự nhiên và 6.599 nhân khẩu của phường Đinh Tiên Hoàng; 102,35 ha diện tích tự nhiên và 2.290 nhân khẩu của xã Ninh Sơn; 27,30 ha diện tích tự nhiên và 1.610 nhân khẩu của xã Ninh Phúc.
- Thành lập phường Đông Thành thuộc thị xã Ninh Bình trên cơ sở 141,78 ha diện tích tự nhiên và 5.050 nhân khẩu của xã Ninh Thành; 16,88 ha diện tích tự nhiên và 756 nhân khẩu của phường Vân Giang; 6,5 ha diện tích tự nhiên và 6 nhân khẩu của xã Ninh Khánh.
- Thành lập phường Nam Bình thuộc thị xã Ninh Bình trên cơ sở sáp nhập 29,60 ha diện tích tự nhiên, 498 nhân khẩu của xã Ninh Phong và 48,50 ha diện tích tự nhiên, 3.754 nhân khẩu phần còn lại của phường Quang Trung.
- Thành lập phường Phúc Thành thuộc thị xã Ninh Bình trên cơ sở sáp nhập 103,30 ha diện tích tự nhiên và 3.132 nhân khẩu của xã Ninh Thành và 20,28 ha diện tích tự nhiên và 5.676 nhân khẩu phần còn lại của phường Lương Văn Tuỵ.
- Thành lập phường Tân Thành thuộc thị xã Ninh Bình trên cơ sở: 123,05 ha diện tích tự nhiên và 3.058 nhân khẩu của xã Ninh Thành; 9 ha diện tích tự nhiên và 994 nhân khẩu của phường Lương Văn Tuỵ; 23,47 ha diện tích tự nhiên và 849 nhân khẩu của xã Ninh Khánh.
- Đổi tên phường Đinh Tiên Hoàng sau khi đã điều chỉnh địa giới thành phường Thanh Bình thuộc thị xã Ninh Bình.

Sau khi điều chỉnh địa giới hành chính:
- Thị xã Ninh Bình có 1.047,16 ha diện tích tự nhiên và 58.241 nhân khẩu.
  - Phường Bích Đào có diện tích tự nhiên 185,02 ha và 10.499 nhân khẩu.
  - Phường Nam Bình có 78,10 ha diện tích tự nhiên và 4.252 nhân khẩu.
  - Phường Phúc Thành có diện tích tự nhiên 123,58 ha và 8.808 nhân khẩu.
  - Phường Thanh Bình có 150,78 ha diện tích tự nhiên và 9.073 nhân khẩu.
  - Phường Vân Giang còn lại diện tích tự nhiên 30,74 ha và 9.281 nhân khẩu.
  - Phường Tân Thành có diện tích tự nhiên 155,52 ha và 4.901 nhân khẩu.
- Huyện Hoa Lư:
  - Xã Ninh Khánh còn lại 521,95 ha diện tích tự nhiên và 9.522 nhân khẩu.
  - Xã Ninh Tiến còn lại 518,29 ha diện tích tự nhiên và 4.047 nhân khẩu; có 4 thôn: Phúc Sơn, Hoàng Sơn, Cổ Loan Trung, Cổ Loan Hạ.

Ngày 6 tháng 11 năm 1991, Quốc hội ban hành Nghị quyết về việc chia tỉnh Nam Hà thành tỉnh Hà Nam và tỉnh Nam Định.
Phường Nam Bình có 10 phố: Hàn Thuyên, Lê Lợi, Lê Lai, Trung Tự, Ngô Quyền, Phong Quang, Ngọc Hà, Chu Văn An, Tương Lai, Đoàn Kết.
Ngày 9 tháng 1 năm 2004, Chính phủ ban hành Nghị định số 16/2004/NĐ-CP về việc chuyển xã Ninh Nhất thuộc huyện Hoa Lư về thị xã Ninh Bình quản lý.
Ngày 28 tháng 4 năm 2005, Chính phủ ban hành Nghị định số 58/2005/NĐ-CP về việc:
- Điều chỉnh 4,55 ha diện tích tự nhiên và 1.279 nhân khẩu của phường Thanh Bình thuộc thị xã Ninh Bình về phường Nam Bình quản lý.
- Điều chỉnh 26 ha diện tích tự nhiên và 1.300 nhân khẩu của xã Ninh Sơn thuộc thị xã Ninh Bình về phường Nam Bình quản lý.
- Điều chỉnh 102,80 ha diện tích tự nhiên và 1.197 nhân khẩu của xã Ninh Phong thuộc thị xã Ninh Bình về phường Nam Bình quản lý.
- Điều chỉnh 3,37 ha diện tích tự nhiên và 508 nhân khẩu của phường Bích Đào thuộc thị xã Ninh Bình về xã Ninh Sơn quản lý.
- Điều chỉnh 36,36 ha diện tích tự nhiên và 1.506 nhân khẩu của phường Nam Bình thuộc thị xã Ninh Bình về xã Ninh Phong quản lý.
- Thành lập phường Ninh Khánh thuộc thị xã Ninh Bình trên cơ sở toàn bộ 535,82 ha diện tích tự nhiên và 7.027 nhân khẩu của xã Ninh Khánh.

Sau khi điều chỉnh địa giới hành chính:
- Phường Bích Đào có 224,20 ha diện tích tự nhiên và 7.698 nhân khẩu.
- Phường Nam Bình có 185,76 ha diện tích tự nhiên và 9.290 nhân khẩu.
- Phường Thanh Bình có 156,54 ha diện tích tự nhiên và 9.562 nhân khẩu.

Ngày 7 tháng 2 năm 2007, Chính phủ ban hành Nghị định số 19/2007/NĐ-CP về việc thành lập thành phố Ninh Bình thuộc tỉnh Ninh Bình.
Năm 2009, xã Ninh Nhất được chia làm 9 thôn: Phúc Sơn 1, Phúc Sơn 2, Hoàng Sơn Đông, Hoàng Sơn Tây, Cổ Loan Trung 1, Cổ Loan Trung 2, Cổ Loan Thượng, Cổ Loan Hạ 1, Cổ Loan Hạ 2.
Ngày 16 tháng 7 năm 2014, HĐND tỉnh Ninh Bình ban hành Nghị quyết số 08/NQ-HĐND về việc:
- Thành lập tổ dân phố Lê Lợi thuộc phường Nam Thành.
- Thành lập tổ dân phố Tuệ Tĩnh thuộc phường Nam Thành.
- Sáp nhập toàn bộ tổ dân phố Minh Khai và điều chỉnh một phần diện tích đất tự nhiên, số hộ dân thuộc các tổ dân phố: Bắc Thành, Phúc Chỉnh 2 thuộc phường Nam Thành vào tổ dân phố Võ Thị Sáu.
- Thành lập tổ dân phố Tân An thuộc phường Tân Thành.
- Thành lập tổ dân phố Tân Thịnh thuộc phường Tân Thành.
- Điều chỉnh các tổ dân phố: Bắc Thành, Kỳ Lân, Đẩu Long thuộc phường Tân Thành.

Ngày 10 tháng 12 năm 2024, Ủy ban Thường vụ Quốc hội ban hành Nghị quyết số 1318/NQ-UBTVQH15 về việc sắp xếp đơn vị hành chính cấp huyện, cấp xã của tỉnh Ninh Bình giai đoạn 2023 – 2025 (nghị quyết có hiệu lực từ ngày 1 tháng 1 năm 2025). Theo đó:
- Thành lập thành phố Hoa Lư thuộc tỉnh Ninh Bình trên cơ sở thành phố Ninh Bình và huyện Hoa Lư.
- Sáp nhập toàn bộ 1,04 km² diện tích tự nhiên, quy mô dân số là 14.150 người của phường Phúc Thành và toàn bộ 1,57 km² diện tích tự nhiên, quy mô dân số là 12.865 người của phường Thanh Bình vào phường Vân Giang.
- Thành lập phường Ninh Mỹ thuộc thành phố Hoa Lư trên cơ sở nhập toàn bộ 2,19 km² diện tích tự nhiên, quy mô dân số là 4.817 người của thị trấn Thiên Tôn và toàn bộ 4,06 km² diện tích tự nhiên, quy mô dân số là 7.327 người của xã Ninh Mỹ.
- Sáp nhập toàn bộ 9,75 km² diện tích tự nhiên và quy mô dân số là 4.826 người của xã Ninh Xuân vào xã Ninh Nhất.

Sau khi điều chỉnh địa giới hành chính:
- Phường Ninh Mỹ có 6,25 km² diên tích tự nhiên và quy mô dân số là 12.144 người.
- Phường Vân Giang có 2,96 km² diện tích tự nhiên và quy mô dân số là 33.949 người.
- Xã Ninh Nhất có 17,01 km² diện tích tự nhiên và quy mô dân số là 12.082 người.

Tính đến ngày 31/12/2024:
- Xã Ninh Tiến có 9 thôn: Cổ Loan Hạ 1, Cổ Loan Hạ 2, Cổ Loan Thượng, Cổ Loan Trung 1, Cổ Loan Trung 2, Hoàng Sơn Đông, Hoàng Sơn Tây, Phúc Sơn 1, Phúc Sơn 2.
- Xã Ninh Nhất có 14 thôn: Bình Khê, Đề Lộc, Hậu, Ích Duệ, Khê Hạ, Khê Thượng, Nguyên Ngoại, Nguyễn Xá, Thượng, Thượng Bắc, Thượng Nam, Tiền, Xuân Áng Ngoại, Xuân Áng Nội.

Ngày 12 tháng 6 năm 2025, Quốc hội ban hành Nghị quyết số 202/2025/QH15 về việc sắp xếp đơn vị hành chính cấp tỉnh (nghị quyết có hiệu lực từ ngày 12 tháng 6 năm 2025). Theo đó, sáp nhập tỉnh Hà Nam và tỉnh Nam Định vào tỉnh Ninh Bình.
Ngày 16 tháng 6 năm 2025:
- Quốc hội ban hành Nghị quyết số 203/2025/QH15[21] về việc Sửa đổi, bổ sung một số điều của Hiến pháp nước Cộng hòa xã hội chủ nghĩa Việt Nam. Theo đó, kết thúc hoạt động của đơn vị hành chính cấp huyện trong cả nước từ ngày 1 tháng 7 năm 2025.
- Ủy ban Thường vụ Quốc hội ban hành Nghị quyết số 1674/NQ-UBTVQH15[1] về việc sắp xếp các đơn vị hành chính cấp xã của tỉnh Ninh Bình năm 2025 (nghị quyết có hiệu lực từ ngày 16 tháng 6 năm 2025). Theo đó, thành lập phường Hoa Lư thuộc tỉnh Ninh Bình trên cơ sở toàn bộ 2,26 km² diện tích tự nhiên, quy mô dân số là 12.994 người của phường Bích Đào; toàn bộ 1,81 km² diện tích tự nhiên, quy mô dân số là 12.544 người của phường Đông Thành; toàn bộ 1,83 km² diện tích tự nhiên, quy mô dân số là 11.992 người của phường Nam Bình; toàn bộ 1,91 km² diện tích tự nhiên, quy mô dân số là 12.368 người của phường Nam Thành; toàn bộ 5,37 km² diện tích tự nhiên, quy mô dân số là 13.843 người của phường Ninh Khánh; toàn bộ 6,25 km² diện tích tự nhiên, quy mô dân số là 12.284 người của phường Ninh Mỹ; toàn bộ 1,75 km² diện tích tự nhiên, quy mô dân số là 11.002 người của phường Tân Thành; toàn bộ 2,96 km² diện tích tự nhiên, quy mô dân số là 34.120 người của phường Vân Giang; toàn bộ 7,39 km² diện tích tự nhiên, quy mô dân số là 7.990 người của xã Ninh Khang; toàn bộ 17,01 km² diện tích tự nhiên, quy mô dân số là 12.241 người của xã Ninh Nhất và toàn bộ 5,18 km² diện tích tự nhiên, quy mô dân số là 7.028 người của xã Ninh Tiến thuộc thành phố Hoa Lư.

Phường Hoa Lư có 53,72 km² diện tích tự nhiên và quy mô dân số là 148.406 người.

## Văn hóa - Du lịch
Phường Hoa Lư có nhiều danh thắng và điểm đến như: Núi Non Nước, Công viên văn hóa Tràng An, Quảng trường Đinh Tiên Hoàng Đế, chùa Đẩu Long, Núi Ngọc Mỹ Nhân, núi Kỳ Lân, phố cổ Hoa Lư, động Thiên Tôn. Quần thể di sản thế giới Tràng An chủ yếu nằm ở phường Tây Hoa Lư và Nam Hoa Lư nhưng trung tâm bến thuyền lại nằm trên địa bàn phường Hoa Lư,...
Phường Hoa Lư nằm trong không gian văn hóa cố đô Hoa Lư, nơi có nhiều di tích và danh lam thắng cảnh nổi tiếng. Đây vốn là đô thị được hình thành ở ngã ba sông, có nền văn hóa đặc trưng giàu bản sắc. Nhiều nơi ở phường Hoa Lư thờ thần Thiên Tôn, vị thần thuộc Hoa Lư tứ trấn. Ở phía đông cố đô Hoa Lư có 7 làng thờ thần Thiên Tôn là Đa Giá, Bích Đào, Đại Phong, Yên Cư, Lực Giá và Phú Gia thì 4 làng thuộc phường Hoa Lư. Thần Thiên Tôn cùng với thần Quý Minh và thần Cao Sơn là những vị thần có nguồn gốc phát tích ở vùng văn hóa Hoa Lư, được xem là những vị thần trấn trạch Hoa Lư tứ trấn. Đều là những vị thần đại diện cho các sức mạnh siêu nhiên của trời, đất và núi được thờ ở các cửa ngõ để bảo vệ kinh đô theo quan niệm của người xưa.

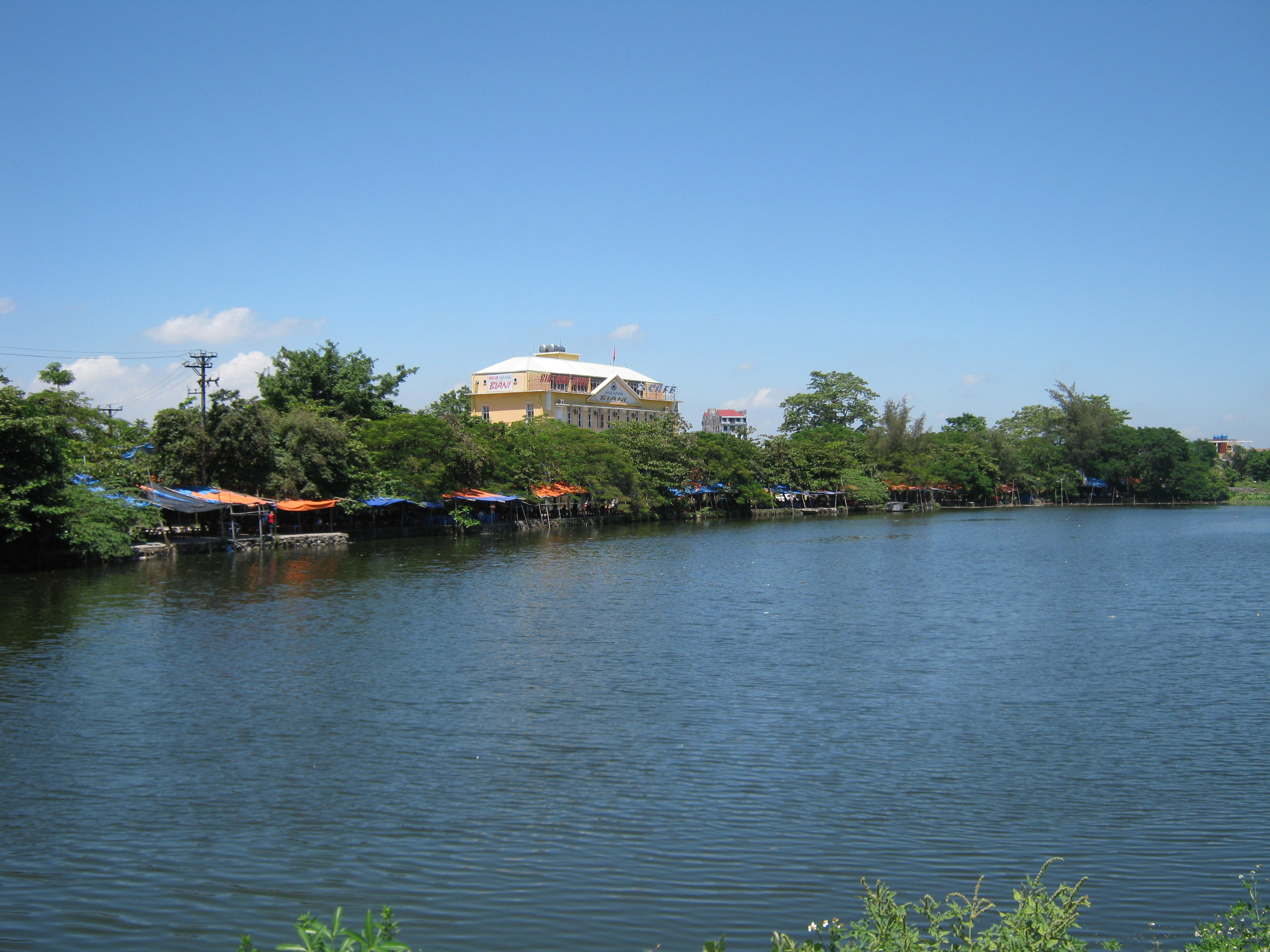
Khu ẩm thực hồ Máy Xay
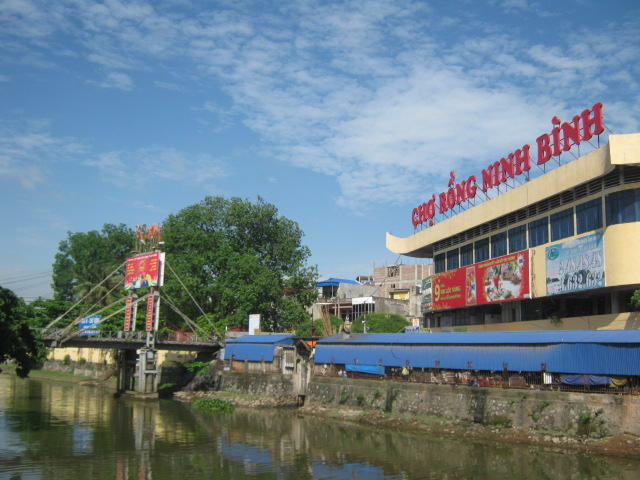
Chợ Rồng Ninh Bình ở trung tâm
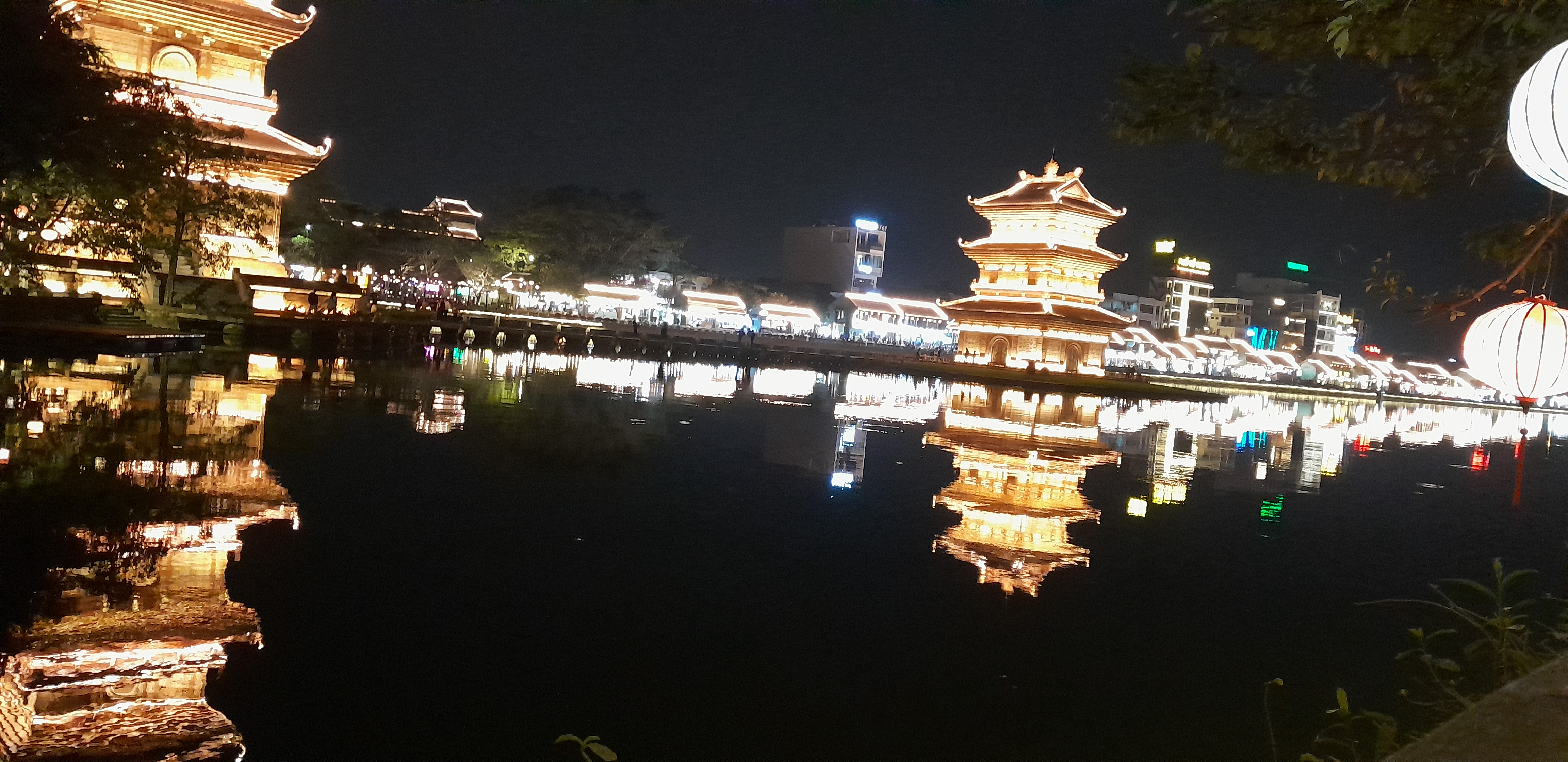
Một lễ hội đêm Phố cổ Hoa Lư
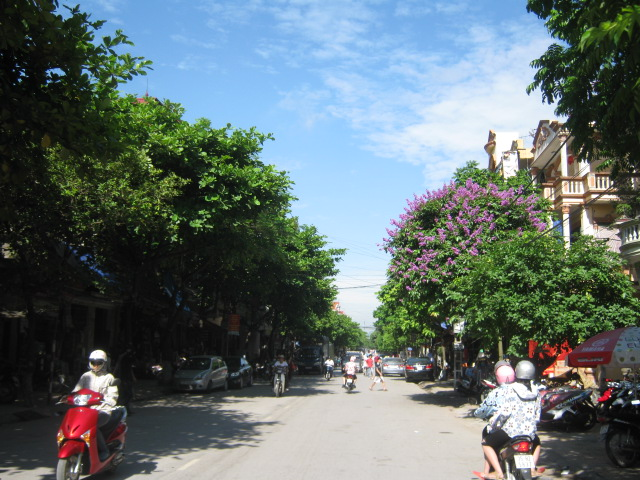
Đường Vân Giang
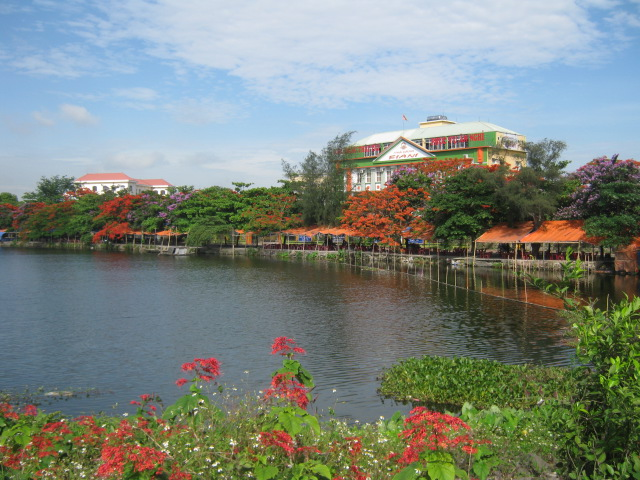
Hồ Máy Xay vào hè
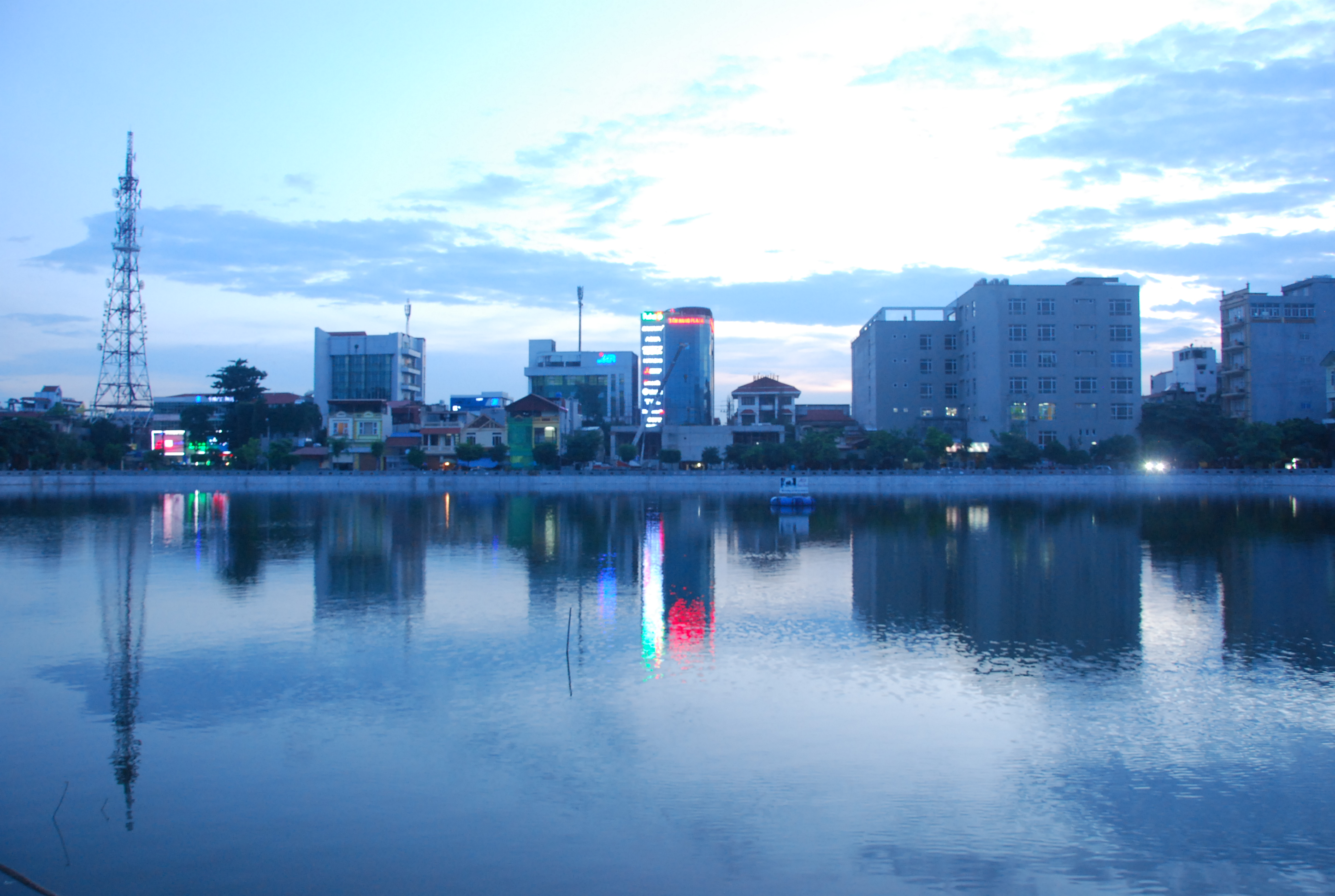
Hoàng hôn hồ Biển Bạch
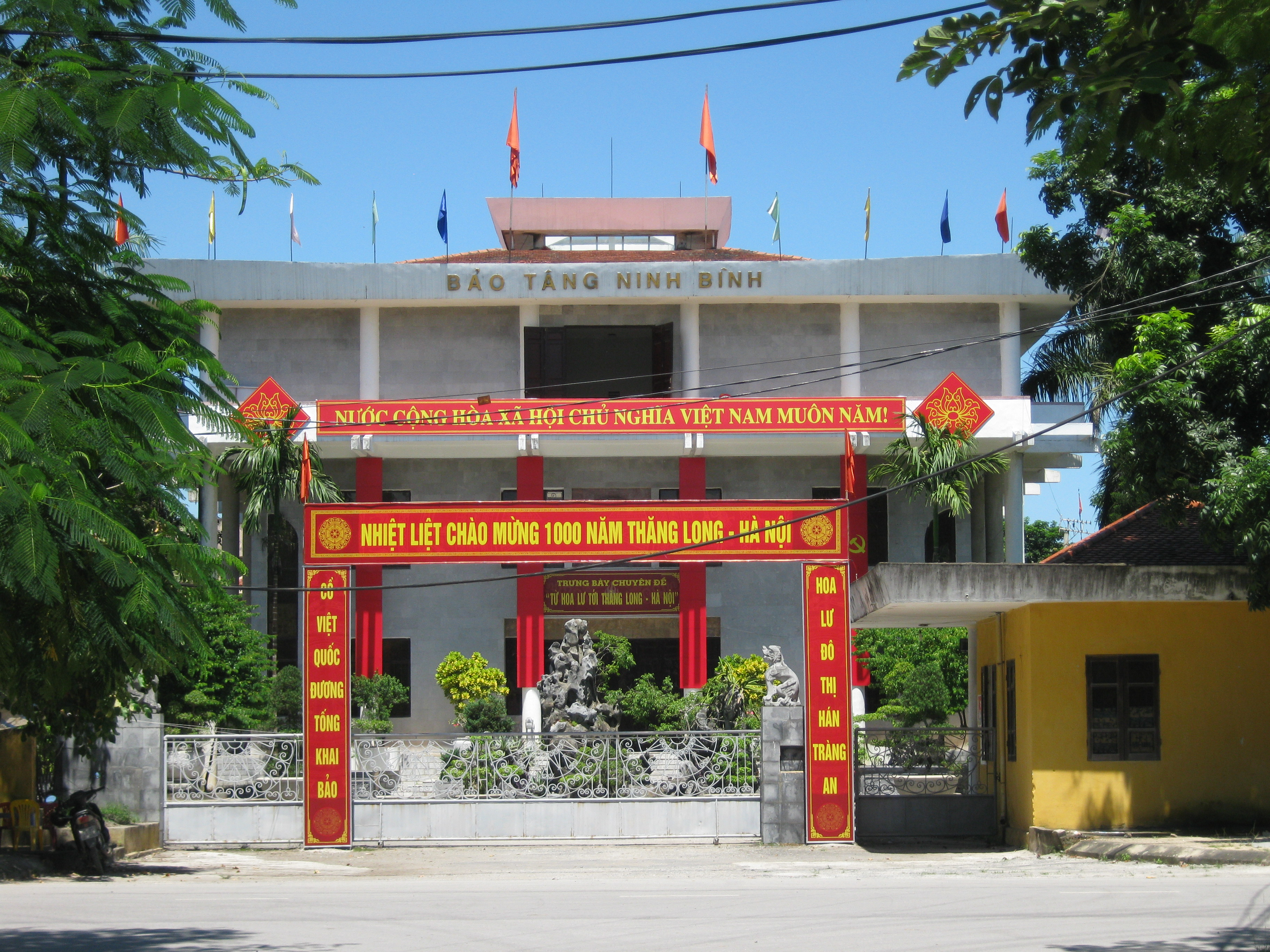
Bảo tàng Ninh Bình
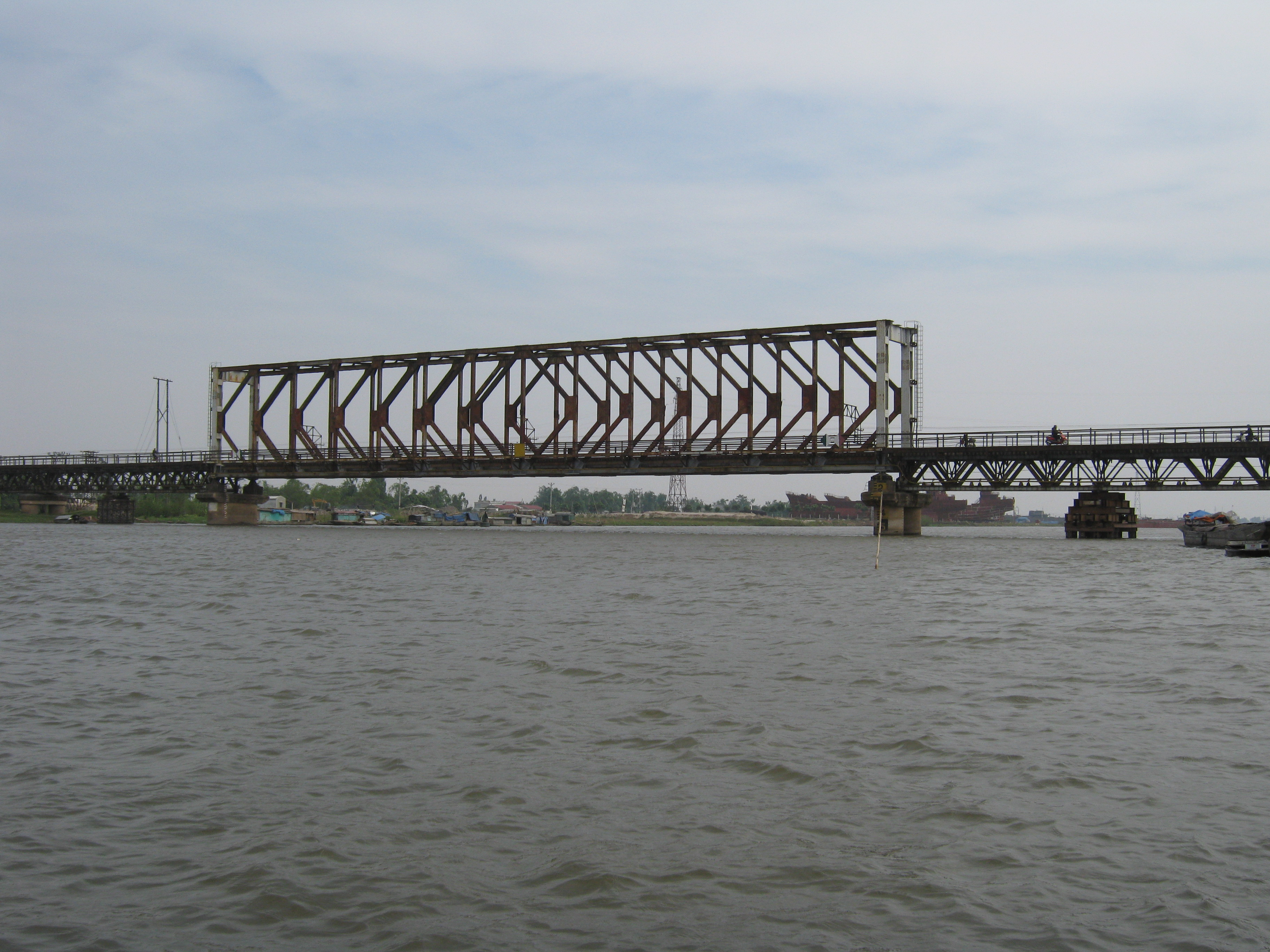
Cầu Ninh Bình sắt
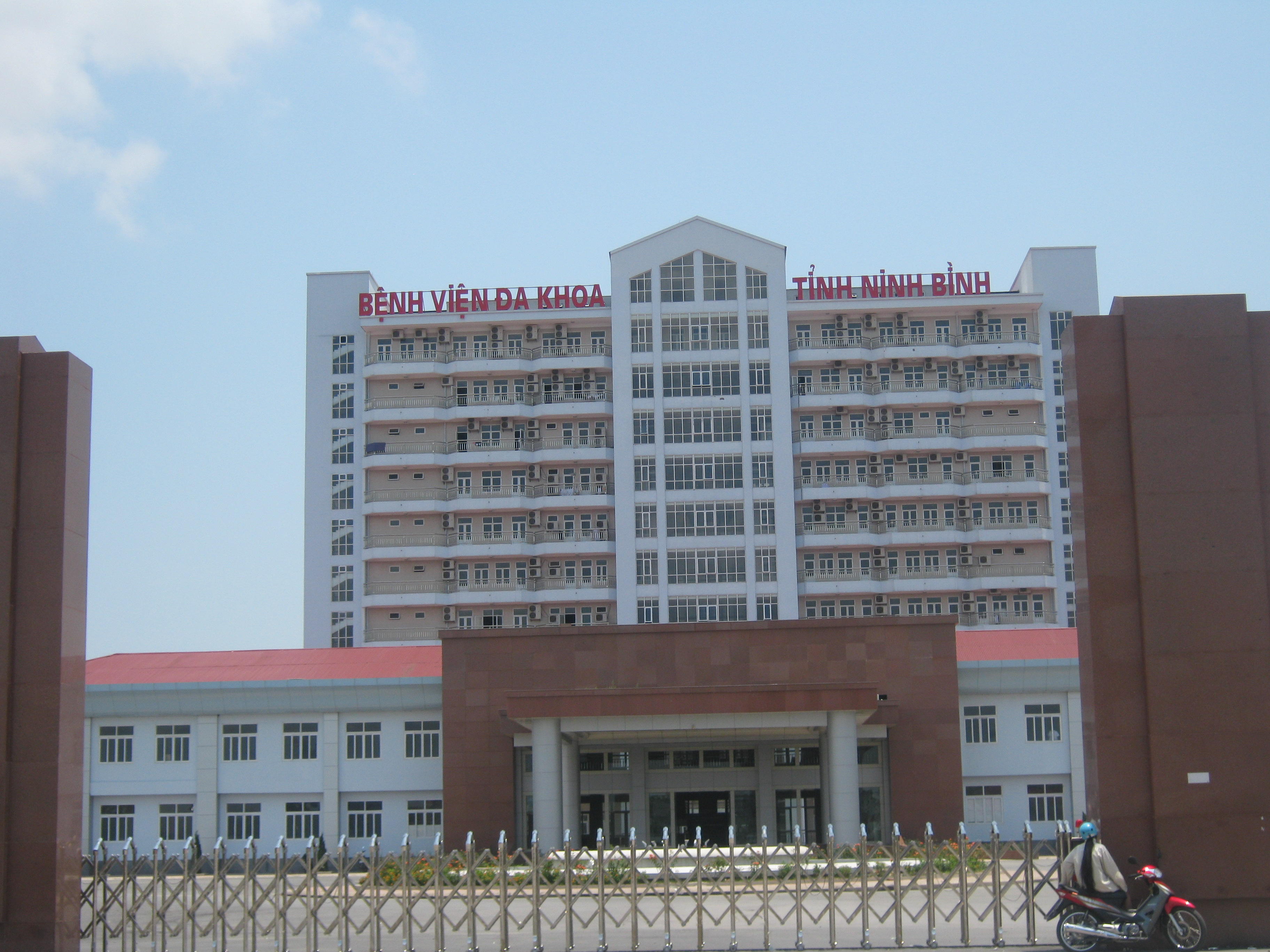
Bệnh viện Đa khoa Ninh Bình
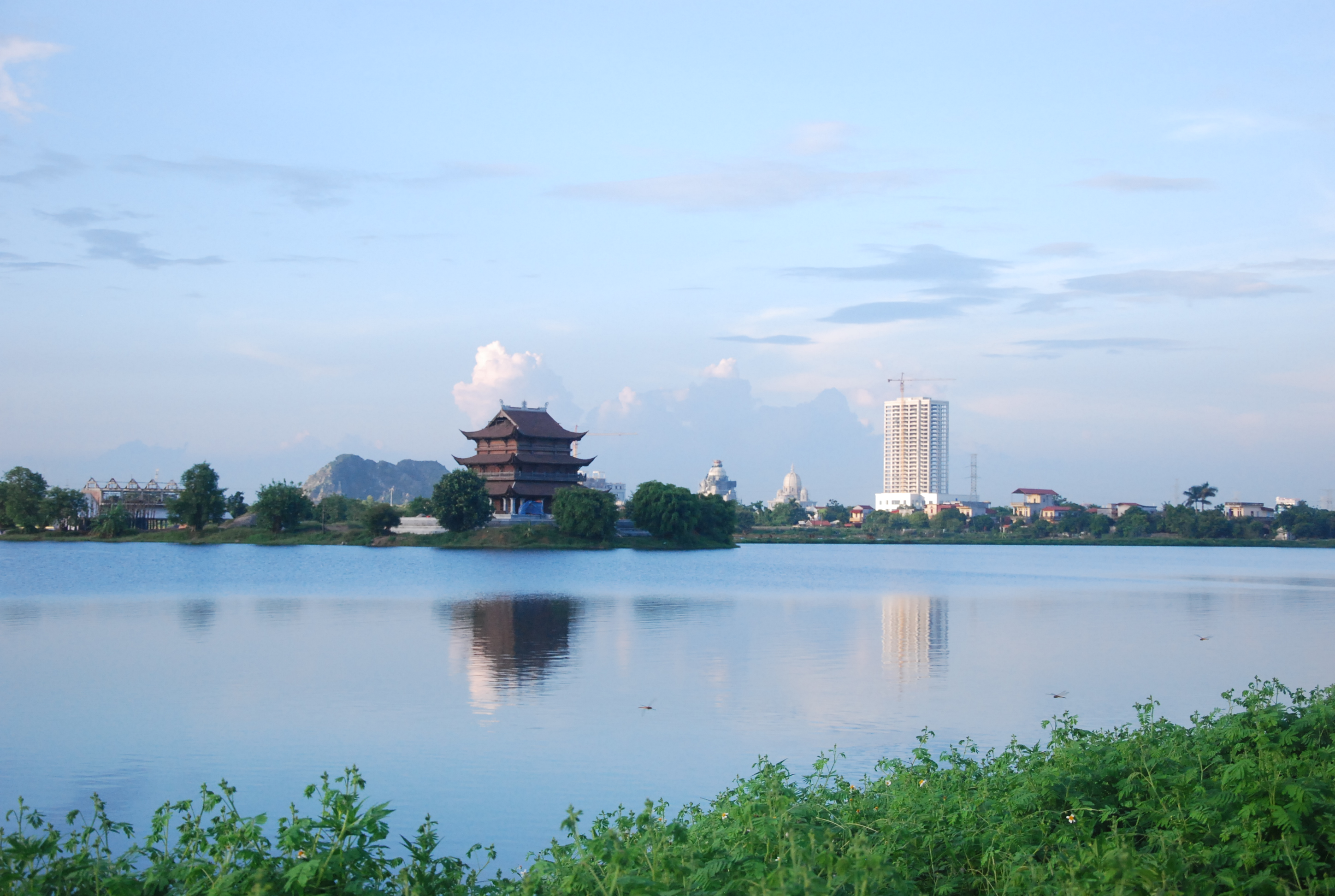
Chùa Bát Long và hồ Cá Voi ở phường Hoa Lư
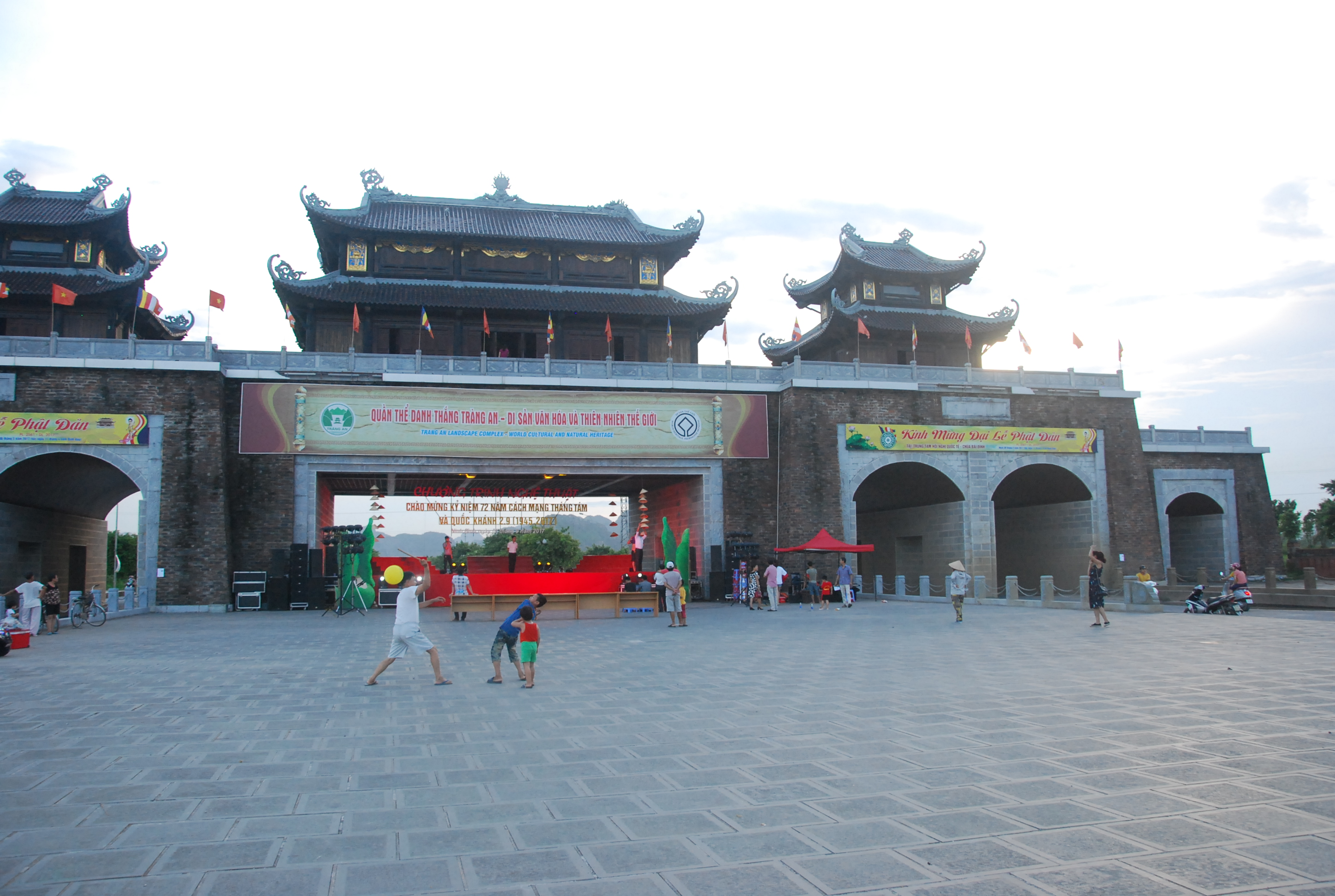
Cổng vào Quần thể di sản thế giới Tràng An